# Plané hedvábí
Plané hedvábí (angl. wild silk, něm. Wildseide) je textilní vlákno získávané z výměšků housenek různých nočních motýlů žijících ve volné přírodě (nedržených na chov) v tropických oblastech.

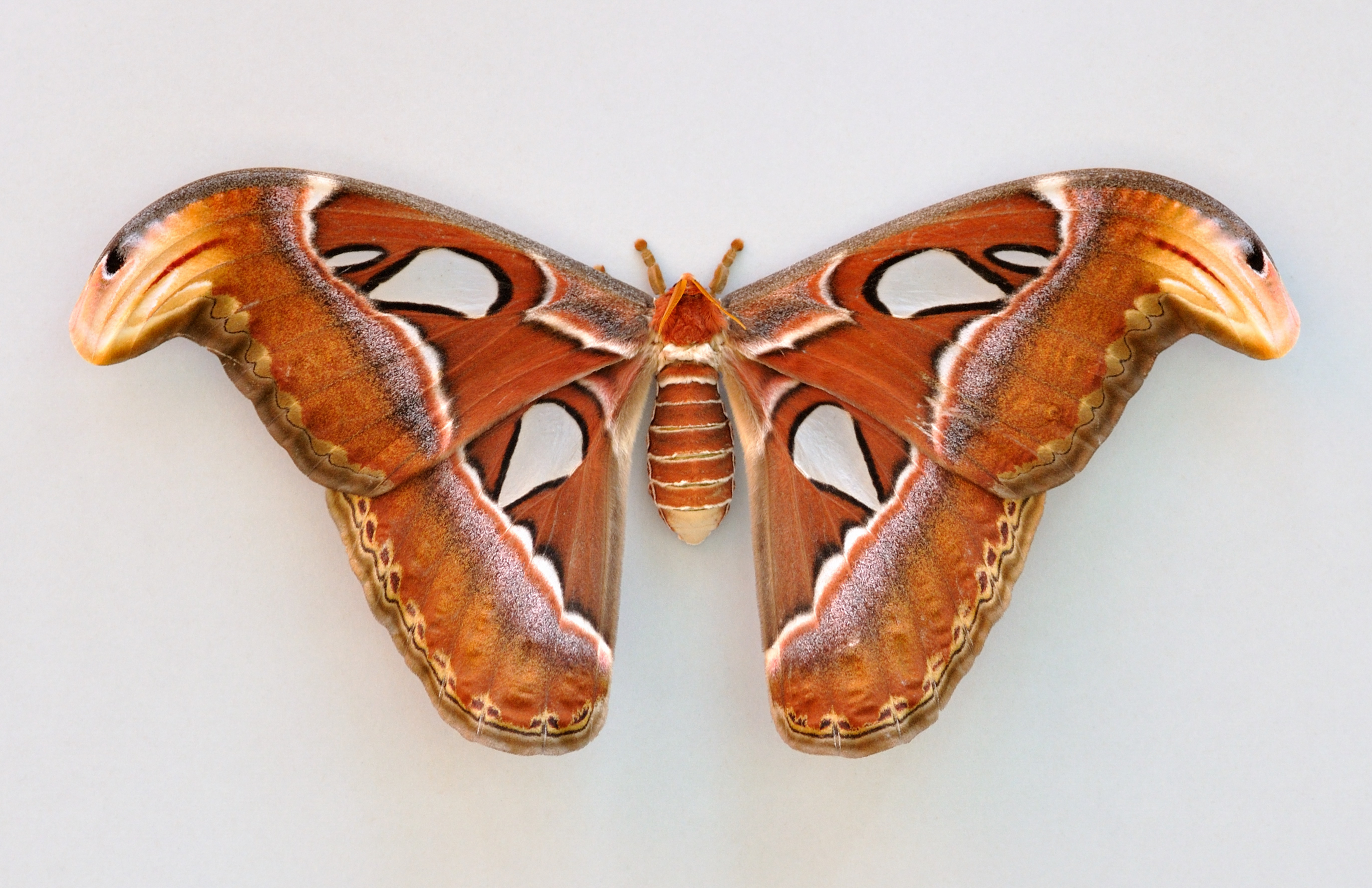
Motýl martináč atlas (Attacus atlas), rozpětí křídel 25 cm

Nejznámějším, avšak ne jediným vláknem tohoto druhu je tussah. Označení „tussahové hedvábí“ se často používá pro celou skupinu, ke které patří zejména:
- hedvábí muga (nebo munga) – z výměšků housenky indického martináče Antheraea assama, který se živí zejména listy vavřínovitých rostlin rodu hruškovec (Persea bombycina), angl. Som a rodu litsea (Litsea polyantha), angl. Sualu. Vlákno z hnědých kokonů je jemné, lesklé, zlatavě zbarvené;
- hedvábí tussah (nebo tussar) – indické plané hedvábí z výměšků housenek motýlů rodu martináč (Antheraea). Kokony jsou žluté nebo šedé. Vlákno je na omak méně jemné než vlákno bource morušového a je méně lesklé. (Někdy též tasar, tassar, tusser, tushar, tussore, tussur ...);
- hedvábí eri – z výměšků housenky bource skočcového (Bombyx cythia). Housenky se živí listím skočce (Ricinus komunis), vyvíjejí se rychleji než bourec morušový a lépe vzdorují zhoršeným životním podmínkám. V některých asijských zemích, např. v Koreji, se bourec skočcový chová také uměle (sericulture);
- hedvábí fagara – z výměšků housenky největšího motýla na světě martináče atlas (Attacus atlas), který žije v jihovýchodní Asii;[2]
- hedvábí anaphe – z výměšků housenky motýla rodu Anaphe, který žije v Africe.[3]

Plané hedvábí se většinou nedá z kokonů nepřetržitě odvíjet, proto se z velké části používá jako „předené hedvábí“, tj. zpracované na šapovou nebo buretovou přízi.
Plané hedvábí se podílí na celkové výrobě hedvábné příze 10–15 %. Ve 2. dekádě 21. století dosáhly celosvětové dodávky surového planého hedvábí téměř 30 000 tun (tussah 23 600 t, eri 5000 t a munga 158 t).